# Plaster (pszczelarstwo)

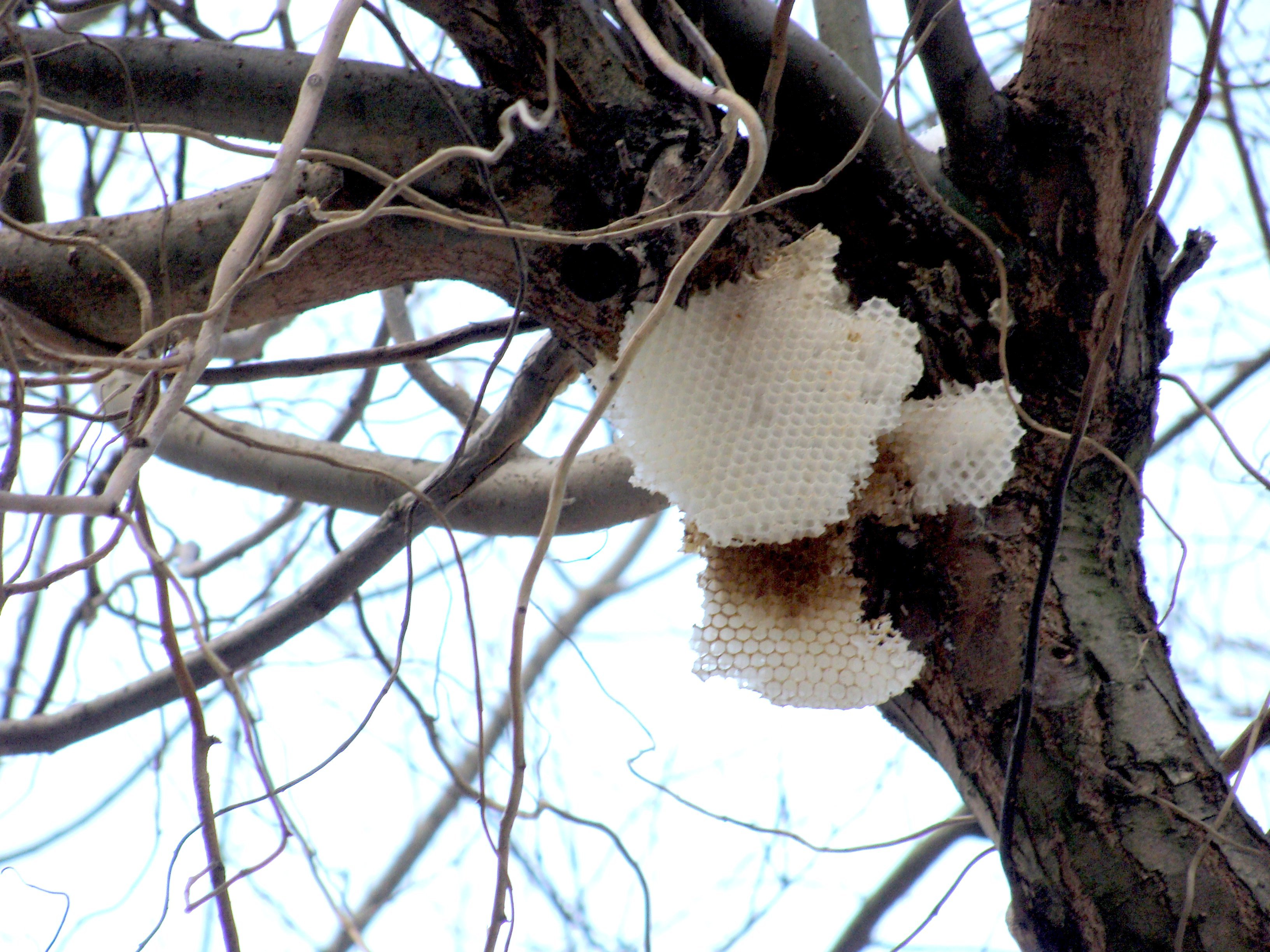
Plastry pszczele na drzewie

Schemat pojedynczej komórki plastra

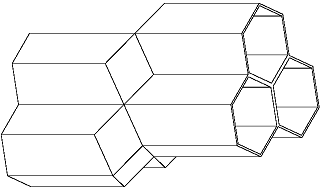
Układ komórek w plastrze

Plaster – dwustronna konstrukcja złożona z przylegających do siebie sześciokątnych komórek, wspartych na tylnej ścianie tworzącej środkową warstwę plastra. Budowane są np. przez pszczoły robotnice z wosku wydzielanego przez gruczoły woskowe. Nieregularne i stosunkowo małe plastry wykonują również trzmiele. Osy społeczne przygotowują jednowarstwowe plastry wykonane z substancji przypominającej tekturę.

## Plastry pszczele
Komórki dwóch warstw plastra pszczelego są otworami skierowane w przeciwne strony i ułożone z kilkustopniowym odchyleniem osi od poziomu, tak że ich otwory  znajdują się nieco wyżej niż dna. Ścianki są nachylone w stosunku do siebie pod kątem 70°32' co, jak obliczono, zapewnia najmniejsze zużycie budulca.
Plastry służą pszczołom do gromadzenia zapasów pokarmu: miodu i pyłku oraz do wychowu czerwiu. Komórki robotnic mają 5,37 mm średnicy, natomiast trutni 6,91 mm. Jedne i drugie mają dno ograniczone 3 płaszczyznami. Głębokość komórek z czerwiem robotnic wynosi 10–13 mm, plastry trutowe 14–15 mm, natomiast plastry z miodem osiągają 50 mm. Komórki królowych powstają na krańcach plastra, a ponieważ są budowane na miarę potrzeb rosnącej królowej, rozszerzają się ku górze. Ich średnica wynosi 9 mm, a głębokość 20–25 mm.
Barwa plastra zmienia się od białej do żółtej przez brązową aż do prawie czarnej, co jest wynikiem procesu ich starzenia się. Po stopieniu z plastrów uzyskuje się wosk pszczeli.